# Duppi, Molakalmuru
Duppi là một làng thuộc tehsil Molakalmuru, huyện Chitradurga, bang Karnataka, Ấn Độ.